# Мягкотелка яркая
Мягкотелка яркая (лат. Cantharis pellucida) — вид жуков-мягкотелок. Обитают в лесах и лесостепях.

## Описание
Длина тела взрослых насекомых (имаго) 10,5—13,5 мм. Переднеспинка без пятен. Обычно лишь задние голени чёрные, средние голени часто бурые.

## Распространение
Встречается в Белоруссии, Эстонии, Латвии, Литве, Украине, Европейская часть России, Западная Сибирь.